# Perijacanastero

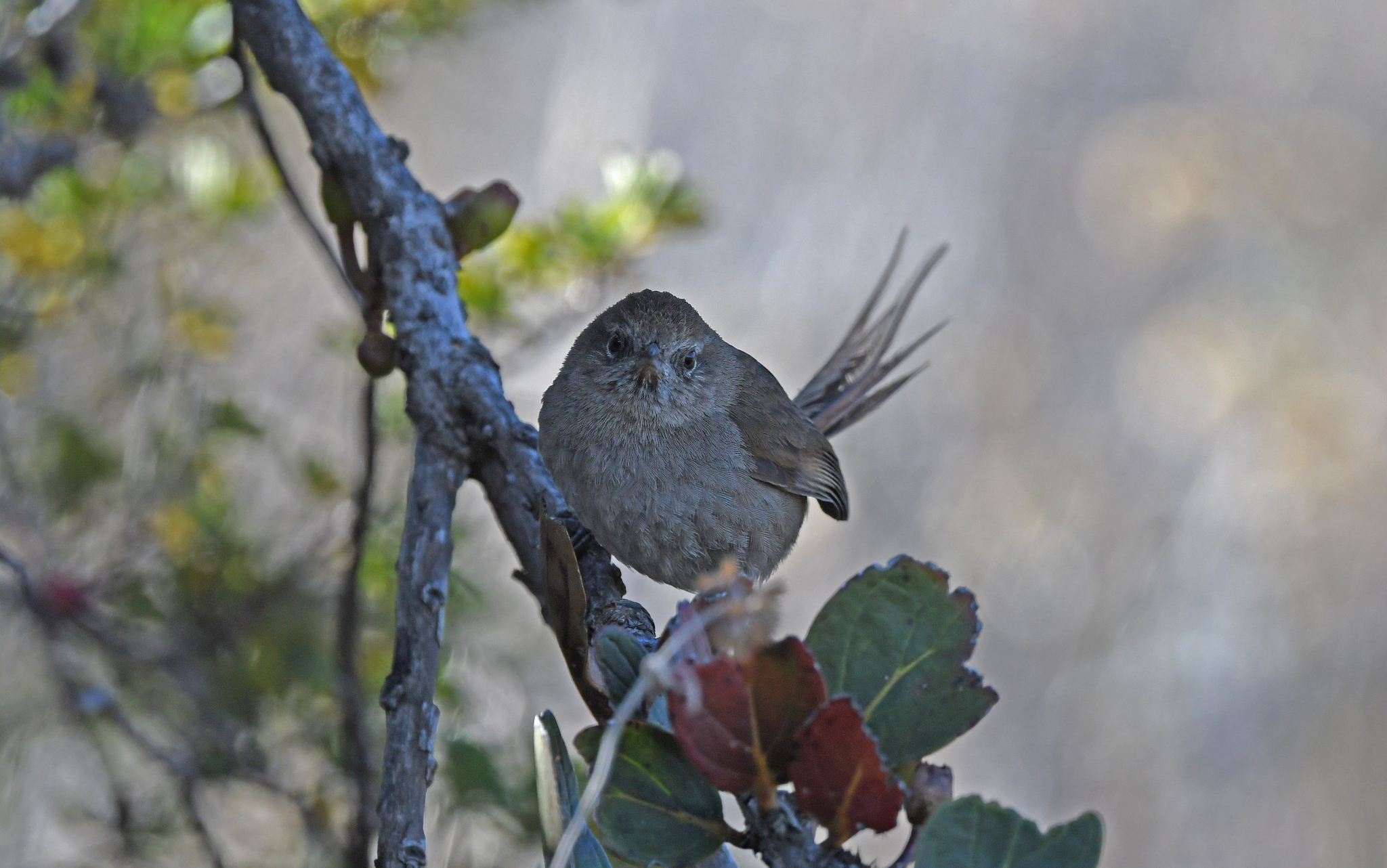
Perijacanastero

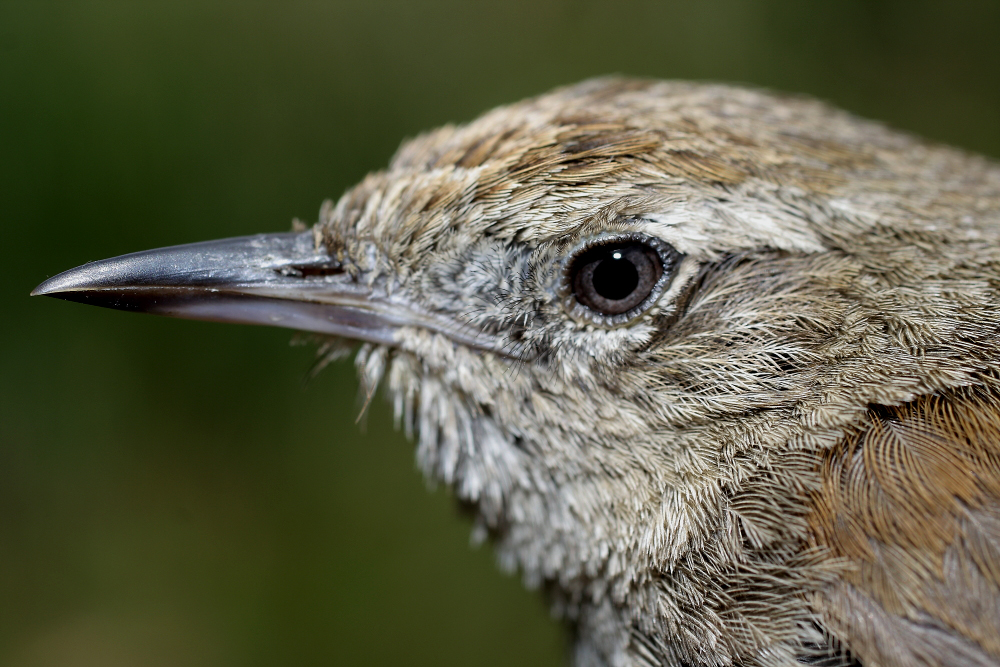
Nahaufnahme des Kopfes

Der Perijacanastero (Asthenes perijana, Syn.: Schizoeaca perijana), auch Perija-Distelschwanz oder Perijaschlüpfer genannt, ist eine Vogelart aus der Familie der Töpfervögel (Furnariidae). Die Art kommt in den südamerikanischen Ländern Kolumbien und Venezuela vor. Der Bestand wird von der IUCN als „stark gefährdet“ (Endangered) eingestuft. Diese Art gilt als monotypisch.

## Merkmale
Der Perijacanastero erreicht eine Körperlänge zwischen 19 und 22 Zentimetern. Die hellbraunen Steuerfedern sind bis zu 11,6 Zentimetern lang, gespitzt und gestuft. Das Gefieder ist überwiegend graubraun, die Unterseite zum Bauch hin blass weißgrau. Der Überaugenstreif ist gräulich, das Auge zeigt einen weißen Ring.  Die Kehle ist dunkel getüpfelt mit zimtfarbenem Kehlfleck. Die Oberflügeldecken tragen einen rötlichbraunen Saum. Es besteht kein Geschlechtsdimorphismus.

## Verbreitung und Lebensraum
Man findet den Perijacanastero in Superpáramo und Buschvegetation in Höhen zwischen 3000 und 3400 Meter. Ebenso bewohnt er von Moos überwachsenes Krummholz nahe der Baumgrenze. Das Vorkommen beschränkt sich ausschließlich auf die Sierra de Perijá, hier vor allem auf die nordwestlichen Hänge des Cerro Pintado an der Grenze zwischen Kolumbien im Departamento de La Guajira und Venezuela im Bundesstaat Zulia.

## Verhalten
Man sieht die Art bei der Futtersuche oft in Paaren, immer auf der Suche nach Gliederfüßern und gelegentlich auch nach Beeren. Die Brutzeit liegt wahrscheinlich im Juli. Da nicht sehr viel über die Art bekannt ist, wird vermutet, dass sie im Verhalten dem Weißkinn-Distelschwanz (Schizoeaca fuliginosa) ähnelt.

## Etymologie
Während sich der erste Teil des Gattungsnamens aus dem griechischen Wort schizo (=spalten) ableitet, kann man den zweiten Teil aus acantha (=Dorn oder Distel) ableiten. Die Bezeichnung beschreibt den typischen gespaltenen und dornenartig spitzen Schwanz dieser Gattung. Der Wortteil perijana für die Art bezieht sich auf die Region Sierra de Perijá, in der der Perijacanastero beheimatet ist.

## Gefährdung
Bedrohungen im kolumbianischen Teil der Sierra de Perijá bestehen in Drogenanbau, unkontrollierten Ansiedlungen, Viehzucht sowie Grabungen nach Mineralien. Zahlreiche Straßen, die dorthin führen, unterstützen diese Entwicklung. Dies scheint zwar keinen Einfluss auf das Biotop der Art in den höheren Lagen zu haben, insbesondere der Drogenanbau führt aber zu einer zunehmenden Zergliederung der Lebensräume unter 2000 m. So existieren nur noch kleinere Flächen Bergwald nahe dem Cerro Pintado. Insbesondere zwecks Mohnanbau werden weitere Wälder abgebrannt und vernichtet. Ein Schutz dieser Gebiete scheint aufgrund der angespannten Sicherheitslage sehr schwierig.